# Premis Iris
Els Premis Iris d'Espanya són els premis anuals de la Acadèmia de les Ciències i les Arts de Televisió d'Espanya. Inclou tots els canals de televisió que emeten a Espanya en obert a nivell nacional o autonòmica en TDT, últimament també inclou els canals de TV inclosos en el paquet familiar de Movistar+.

## Història
Anteriorment, aquests guardons també eren coneguts com a Premis Victoria, ja que l'estatueta que es lliurava als guanyadors era una petita escultura realitzada per Pello Irazu que representava, al·legòricament, la Victòria de Samotràcia.
La cerimònia de lliurament dels premis corresponents a 1998, que va tenir lloc el 22 de febrer de 1999, va ser retransmesa per Televisió Espanyola. Repetiria en 2001, 2002, 2003 i 2004.
Antena 3 ha retransmès les cerimònies dels Premis de 1999, Telecinco la de 2000, La Sexta en 2007 i Veo7 en 2010.
A partir de la ceremonia correspondiente a lo mejor de 2011, los premios de la Academia de la TV pasaron a llamarse Premios Iris, estrenándose en TVE.
A partir de la cerimònia corresponent potser de 2011, els premis de l'Acadèmia de la TV van passar a dir-se Premis Iris, estrenant-se en TVE.
La gales de 2011 i 2015, van ser retransmeses, en La 2, mentre que les de, 2012, 2013 i 2014 es van emetre en La 1, en diferit.
Després de cinc anys, en TVE, en 2016, la gala va passar a retransmetre's a 13TV. Concretament, el dimecres, 23 de novembre de 2016, es va retransmetre la gala i va ser presentada per Nieves Herrero.
L'edició de 2017 la va emetre en directe per a tot Espanya a través de #0, la presentadora va ser Raquel Sánchez Silva des dels Cinemes Kinépolis en Pozuelo de Alarcón a Ciudad de la Imagen, Comunitat de Madrid; la dinovena edició d'aquests guardons, que es van emetre a més en directe des de Twitter.
Des de l'edició de 2017 l'emet en directe per a tot Espanya a través de #0, des dels Cinemes Kinépolis en Pozuelo de Alarcón en Ciutat de la Imatge, Comunitat de Madrid. A més l'emeten en directe per internet (en directe a través de Twitter). Cada any el presenta un presentador/a diferent.

## Categories

### Oficials
Canales de televisió a Espanya (Televisió en obert. Cadenes d'àmbit nacional)
- Millor programa informatiu
- Millor programa d'actualitat
- Millor programa d'entreteniment
- Millor ficció (sèrie de televisió)
- Millor pel·lícula per a televisió (telefilm)
- Millor programa documental
- Millor presentador/a d'informatius
- Millor presentador/a de programes
- Millor reporter/a
- Millor actor
- Millor actriu
- Millor interpretació masculina de repartiment
- Millor interpretació femenina de repartiment
- Millor guió
- Millor direcció
- Millor realització
- Millor producció
- Millor direcció de fotografia i il·luminació
- Millor direcció d'art i escenografia
- Millor maquillatge, perruqueria i caracterització
- Millor música per a televisió
- Millor autopromoció i/o imatge corporativa
- Millor canal temàtic

### Autonòmiques
Canales de televisió a Espanya (Cadenes d'àmbit autonòmic)
- Millor informatiu autonòmic
- Millor presentador/a de programes autonòmics:
- Millor presentador/a d'informatius autonòmics:
- Millor ficció autonòmica
- Millor programa d'entreteniment autonòmic
- Millor programa d'actualitat autonòmic

### Premis especials i esments especials
Al llarg de la gala també s'atorguen premis i esments especials.
- Oficials
  - Premi Iris Tota una vida
- No oficials (puden variar segons edició)
  - Premi Iris especial
  - Premi especial al programa més Longeu de la Televisió a Espanya
  - Premi especial a una cadena pels seus reality xou
  - Premi especial per la seva cobertura d'un conflicte armat

## Palmarès
| Edicions |
| 1998 · 1999 · 2000 · 2001 · 2002 · 2003 · 2004 · 2005 · 2006 · 2007 · 2008 · 2009 · 2010 · 2011 · 2012 · 2013 · 2014 · 2015 · 2016 · 2017 · 2018 · 2019 · 2020 · 2021 · 2022 |

- Premis Desè Aniversari ATV